# Lok-Sabha-Wahlkreis Raichur
Der Lok-Sabha-Wahlkreis Raichur ist ein Wahlkreis bei den Wahlen zur Lok Sabha, dem Unterhaus des indischen Parlaments. Er liegt im Bundesstaat Karnataka und umfasst den Ostteil des Distrikts Raichur sowie den größten Teil des Distrikts Yadgir.
Der Wahlkreis ist für Kandidaten aus der Stammesbevölkerung (Scheduled Tribes) reserviert. Bei der letzten Wahl zur Lok Sabha waren 1.661.606 Einwohner wahlberechtigt.

## Letzte Wahl
Die Wahl zur Lok Sabha 2014 hatte folgendes Ergebnis:
| Kandidat                   | Partei                | Stimmen |
| -------------------------- | --------------------- | ------- |
| B. V. Nayak                | INC                   | 45,8 %  |
| Arakera Shivanagouda Nayak | BJP                   | 45,6 %  |
| D. B. Nayak                | JD(S)                 | 2,2 %   |
| Raja Thimmappa Nayak       | BSP                   | 1,3 %   |
| Sonstige                   | Sonstige              | 3,7 %   |
| Keiner der Kandidaten      | Keiner der Kandidaten | 1,4 %   |

## Wahl 2009
Die Wahl zur Lok Sabha 2009 hatte folgendes Ergebnis:
| Kandidat             | Partei | Stimmen |
| -------------------- | ------ | ------- |
| S. Pakkirappa        | BJP    | 46,4 %  |
| Raja Venkatappa Naik | INC    | 41,9 %  |
| K. Devanna Naik      | JD(S)  | 4,3 %   |
| K. Somashekar        | Unabh. | 2,2 %   |
| Shivakumar           | BSP    | 1,7 %   |
| V. Mudukappa Nayak   | Unabh. | 1,2 %   |
| R. Mudukappa Nayak   | Unabh. | 1,2 %   |
| V. H. Master         | Unabh. | 1,1 %   |

## Bisherige Abgeordnete
| Wahl  | Name                                | Partei | Stimmen |
| ----- | ----------------------------------- | ------ | ------- |
| 1957  | G. S. Melkote                       | INC    | 56,0 %  |
| 1962  | Jagannath Rao Venkata Rao Chandriki | INC    | 62,6 %  |
| 1967  | R. V. Naik                          | SWA    | 52,6 %  |
| 1971  | Pampangodda Sakreppa Gowda Athnoor  | INC    | 74,0 %  |
| 1977  | Rajshekhar Mallappa                 | INC    | 73,7 %  |
| 1980  | B. V. Desai                         | INC(I) | 66,2 %  |
| 1984  | B. V. Desai                         | INC    | 54,1 %  |
| 1986* | M. Y. Chorpade                      | INC    | 46,0 %  |
| 1989  | Rambanna Naik Dore                  | INC    | 45,9 %  |
| 1991  | A. Venkatesh Naik                   | INC    | 51,7 %  |
| 1996  | Raja Rangappa Naik                  | JD     | 44,7 %  |
| 1998  | A. Venkatesh Naik                   | INC    | 44,9 %  |
| 1999  | A. Venkatesh Naik                   | INC    | 52,4 %  |
| 2004  | A. Venkatesh Naik                   | INC    | 35,1 %  |
| 2009  | S. Pakkirappa                       | BJP    | 46,4 %  |
| 2014  | B. V. Nayak                         | INC    | 45,8 %  |

*) Nachwahl

## Wahlkreisgeschichte
Der Wahlkreis Raichur besteht seit der Lok-Sabha-Wahl 1957. Vorgängerwahlkreis bei der ersten Lok-Sabha-Wahl 1951 war der Wahlkreis Yadgir. Bis 1973 gehörte der Wahlkreis zum Bundesstaat Mysore, ehe dieser 1973 in Karnataka umbenannt wurde. 